# Florence Pétry-Amiel
Florence Pétry-Amiel, née le 29 septembre 1942 à Soustons (Landes), est une athlète française.

## Décoration
- Médaille d'honneur de la jeunesse et des sports, à titre exceptionnel (1959)[2]

## Palmarès
- 11  sélections en Équipe de France A

Championnats de France Élite :
- Elle est championne de France du saut en hauteur en 1961[3].

Jeux Olympiques :
- Elle termine neuvième au concours de saut en hauteur des Jeux olympiques d'été de 1960 à Rome[4].